# Bear Creek (Wisconsin)
Bear Creek es una villa ubicada en el condado de Outagamie en el estado estadounidense de Wisconsin. En el Censo de 2010 tenía una población de 448 habitantes y una densidad poblacional de 187,61 personas por km².

## Geografía
Bear Creek se encuentra ubicada en las coordenadas 44°31′53″N 88°43′39″O / 44.53139, -88.72750. Según la Oficina del Censo de los Estados Unidos, Bear Creek tiene una superficie total de 2.39 km², de la cual 2.39 km² corresponden a tierra firme y (0%) 0 km² es agua.

## Demografía
Según el censo de 2010, había 448 personas residiendo en Bear Creek. La densidad de población era de 187,61 hab./km². De los 448 habitantes, Bear Creek estaba compuesto por el 72.1% blancos, el 0.22% eran afroamericanos, el 0.22% eran amerindios, el 0% eran asiáticos, el 0% eran isleños del Pacífico, el 26.34% eran de otras razas y el 1.12% pertenecían a dos o más razas. Del total de la población el 37.95% eran hispanos o latinos de cualquier raza.